# Silvertown (London)
Silvertown ist ein Teil des Londoner Stadtbezirks Newham und liegt am Nordufer der Themse.
Dieser Industriebezirk wurde nach Samuel Winkworth Silvers früherer Gummifabrik benannt, die 1852 dort eröffnet wurde. Heutzutage wird er dominiert von den zu Tate & Lyle Sugars gehörenden Zuckerraffinerien und der John Knight ABP Tierkörperbeseitigungsanstalt.

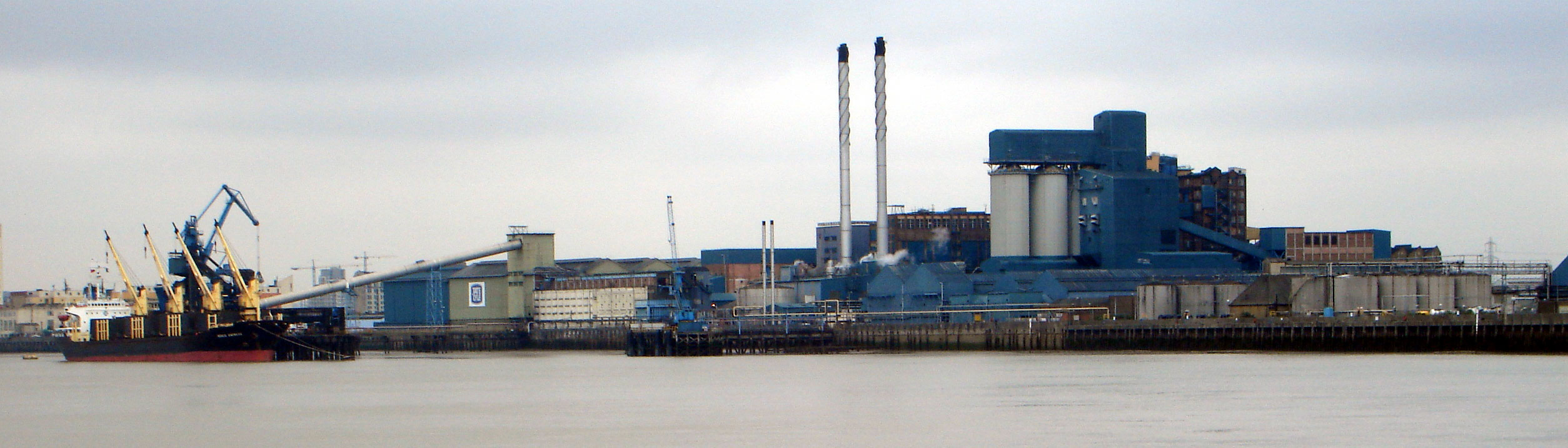
Tate & Lyle Sugars Zuckerraffinerie in Silvertown

Während des Ersten Weltkriegs befand sich in der Chemiefabrik Brunner Mond in Silvertown eine Anlage zur Herstellung von TNT. Am 19. Januar 1917 kam es zu einem Brand, in dessen Folge 50 Tonnen des Sprengstoffs explodierten. Dies war die größte Explosion in der Geschichte Londons, sie war noch in über 100 Meilen Entfernung zu hören. 69 Menschen starben sofort, vier weitere später und hunderte andere wurden verletzt.
Seit den 1970er Jahren hat sich das Gebiet stark gewandelt. Die Thames Barrier mit dem angrenzenden Park wurde errichtet, neue Wohngebiete wurden erschlossen und der London City Airport wurde eröffnet.